# Celtic Thunder: Act Two
Act Two es el segundo álbum de estudio del conjunto musical irlandés Celtic Thunder lanzado oficialmente el 16 de septiembre de 2008 por Decca Records.
Los vocalistas en esta segunda producción oficial de estudio son George Donaldson, Ryan Kelly, Damian McGinty, Keith Harkin y Paul Byrom y en la edición de 2015 cuenta además con Neil Byrne, Colm Keegan y Emmet O'Hanlon.

## Antecedentes
Act Two se considera la continuación del primer álbum del grupo, Celtic Thunder, lanzado seis meses antes. Act Two incorpora todos lo temas no incluidos en el primer disco, los cuales aparecieron en el DVD, más tres temas nuevos. Una de esas tres nuevas grabaciones es la canción Danny Boy, la cual fue una de las últimas piezas grabadas para este lanzamiento, ya que Damian abre el tema con una voz más grave, transformación vocal propia de la adolescencia.
Al igual que el lanzamiento predecesor, este nuevo trabajo incorpora temas recogidos de una variedad de estilos y géneros musicales como la música folk (Ride On), tradicional de irlanda (Danny Boy) y baladas contemporáneas de finales del siglo XX (I Want to Know What Love Is).
Act Two fue el único lanzamiento del grupo que, en el tiempo de publicación original, no fue acompañado de un DVD, ya que el concierto completo fue lanzado anteriormente con su álbum debut, sin embargo en 2015, con motivo de la reciente incorporación de Celtic Thunder al catálogo de artistas de Legacy Recordings, se reeditaron todos los álbumes previos del grupo. Esta nueva producción de todos los trabajos del conjunto musical obligó a organizar nuevamente los temas presentes en cada álbum; cambiando el orden de los títulos, agregando y eliminando pistas y grabando nuevas versiones de algunas canciones con los miembros presentes en ese año (2015). Las publicaciones en DVD no estuvieron exentas de tales modificaciones, sin embargo, en el caso del concierto correspondiente a este álbum solo se dividió en dos partes con un orden no cronológico, bautizando al cada parte respectivamente como «Celtic Thunder: The Show» y «Celtic Thunder: Act Two», cada una con 14 a 16 temas.

## Lista de temas

### CD

#### Edición de 2008[1]
| Act Two |                                    |                                              |          |  |
| N.º     | Título                             | Intérprete(s)                                | Duración |  |
| 1.      | «Ride On»                          | Ryan Kelly                                   | 3:11     |  |
| 2.      | «A Bird Without Wings»             | McGinty / Donaldson                          | 4:02     |  |
| 3.      | «My Boy»                           | George Donaldson                             | 3:46     |  |
| 4.      | «Raggle Taggle Gypsy»              | McGinty / Donaldson / Kelly / Harkin / Byrom | 3:08     |  |
| 5.      | «Love Thee Dearest»                | Paul Byrom                                   | 3:28     |  |
| 6.      | «I Want to Know What Love Is»      | Keith Harkin                                 | 3:35     |  |
| 7.      | «Heartbreaker»                     | Ryan Kelly                                   | 3:31     |  |
| 8.      | «Mull of Kintyre»                  | McGinty / Donaldson / Kelly / Harkin / Byrom | 3:18     |  |
| 9.      | «Nights in White Satin»            | Paul Byrom                                   | 3:12     |  |
| 10.     | «Young Love»                       | Damian McGinty                               | 2:46     |  |
| 11.     | «Yesterday’s Men»                  | George Donaldson                             | 3:37     |  |
| 12.     | «That’s a Woman»                   | Kelly / Byrom                                | 5:09     |  |
| 13.     | «Danny Boy»                        | McGinty / Donaldson / Kelly / Harkin / Byrom | 2:49     |  |
| 14.     | «Caledonia»                        | McGinty / Donaldson / Kelly / Harkin / Byrom | 3:49     |  |
| 15.     | «Heartland (Extended Version)»     | McGinty / Donaldson / Kelly / Harkin / Byrom | 6:23     |  |
| 16.     | «Castles in the Air (Bonus Track)» | Keith Harkin                                 | 3:09     |  |
| 17.     | «Christmas 1915 (Bonus Track)»     | McGinty / Donaldson / Kelly / Harkin / Byrom | 3:46     |  |
| 62:39   |                                    |                                              |          |  |

#### Edición de 2015
La reedición de 2015 cuenta con dos nuevas versiones de temas del lanzamiento original grabadas por los nuevos integrantes de la época (2015), así mismo se han eliminado algunos temas.

| Act Two |                                 |                                                 |          |  |
| N.º     | Título                          | Intérprete(s)                                   | Duración |  |
| 1.      | «Caledonia» (2015 Version)      | Keegan / O'Hanlon / Kelly / Harkin / Byrne      | 3:51     |  |
| 2.      | «Castles in the Air»            | Keith Harkin                                    | 3:09     |  |
| 3.      | «Ride On»                       | Ryan Kelly                                      | 3:11     |  |
| 4.      | «A Bird Without Wings»          | Damian McGinty                                  | 4:02     |  |
| 5.      | «Danny Boy» (2015 Version)      | McGinty / Donaldson / Kelly / Harkin / O'Hanlon | 2:51     |  |
| 6.      | «Love Thee Dearest»             | Paul Byrom                                      | 3:28     |  |
| 7.      | «My Boy»                        | George Donaldson                                | 3:46     |  |
| 8.      | «Young Love»                    | Damian McGinty                                  | 2:46     |  |
| 9.      | «I Want to Know What Love Is»   | Keith Harkin                                    | 3:35     |  |
| 10.     | «Heartbreaker»                  | Ryan Kelly                                      | 3:31     |  |
| 11.     | «Nights in White Satin»         | Paul Byrom                                      | 3:12     |  |
| 12.     | «That's a Woman» (2015 Version) | O'Hanlon / Kelly                                | 5:09     |  |
| 13.     | «Raggle Taggle Gypsy»           | McGinty / Donaldson / Kelly / Harkin / Byrom    | 3:08     |  |
| 14.     | «Mull of Kintyre»               | McGinty / Donaldson / Kelly / Harkin / Byrom    | 3:18     |  |
| 48:57   |                                 |                                                 |          |  |

### DVD

#### Edición de 2015
| Act Two |                               |                                              |          |  |
| N.º     | Título                        | Intérprete(s)                                | Duración |  |
| 1.      | «Mull of Kintyre»             | McGinty / Donaldson / Kelly / Harkin / Byrom |          |  |
| 2.      | «The Island»                  | Keith Harkin                                 |          |  |
| 3.      | «A Bird Without Wings»        | Damian McGinty                               |          |  |
| 4.      | «The Voyage»                  | George Donaldson                             |          |  |
| 5.      | «Heartbreaker»                | Ryan Kelly                                   |          |  |
| 6.      | «Nights in White Satin»       | Paul Byrom                                   |          |  |
| 7.      | «Steal Away»                  | McGinty / Donaldson / Kelly / Harkin / Byrom |          |  |
| 8.      | «Brothers in Arms»            | Ryan Kelly                                   |          |  |
| 9.      | «My Boy»                      | George Donaldson                             |          |  |
| 10.     | «That’s a Woman»              | Kelly / Byrom                                |          |  |
| 11.     | «She»                         | Paul Byrom                                   |          |  |
| 12.     | «Young Love»                  | Damian McGinty                               |          |  |
| 13.     | «I Want to Know What Love Is» | Keith Harkin                                 |          |  |
| 14.     | «Ireland’s Call»              | McGinty / Donaldson / Kelly / Harkin / Byrom |          |  |

## Derechos
| - Ride On (McCarthy/McCarthy) — Universal-MCA Music Publ. (ASCAP) - A Bird Without Wings (Coulter/Chapman) — Four Seasons Music/Chapmanrocks! Music & Media Int. (ASCAP) - My Boy (Francois/Boutayre/Dessca/Coulter/Martin) Colgems-EMI Music, Inc. - Raggle Taggle Gypsy (Trad./Arr. Coulter) — Celtic Thunder Ltd. - Love Thee Dearest (Trad./Arr. Coulter) — Celtic Thunder Ltd. - I Want to Know What Love Is (Jones/Jones) — Somerset Songs Publ., Inc. (ASCAP) - Heartbreaker (Coulter/Coulter) — Celtic Thunder Ltd. - Mull of Kintyre (McCartney/Laine) — MPL Communications Inc. (ASCAP) - Nights in White Satin (Hayward/Hayward) — Essex Music, Inc. (ASCAP) | - Young Love (Cartey/Joyner) — Sony/ATV Songs LLC (BMI) - Yesterday’s Men (Coulter/Coulter) — Four Seasons Publ. (PRS) - That’s a Woman (Coulter/Coulter) — Celtic Thunder Ltd. - Danny Boy (Trad./Trad./Cooke) — Celtic Thunder Ltd. - Caledonia (MacLean/MacLean) — MCPS - Heartland (Coulter/Coulter) — Celtic Thunder Ltd. - Castles in the Air (MacLean/MacLean) — Songs of Universal, Inc. (BMI) - Christmas 1915 (McConnell/McConnell) — Copyright Control. |